# Йоасаф Мохов
Мохов Йосип Омелянович (у чернецтві Йоасаф) (1779, Жовнине — ?), Київ — педагог, церковний діяч, останній ректор старої Києво-Могилянської академії (1814–1817).

## Життєпис
Народився у містечку Жовнине у родині священика Омеляна Мохова. 1793 року вступив до Києво-Могилянської академії.
За успішне навчання його було обрано кандидатом на вчителя у Катеринославську слов'янську семінарію Полтави.
Вже 1801 року викликаний на посаду вчителя французької та німецької мов до слов'янської семінарії у Новомиргороді. З 1806 року також викладав поетику.
1809 року прийняв чернечий постриг у Києво-Печерській Лаврі. 1810 року був запрошений на посаду професора філософії до Києво-Могилянської академії.
1814 року його було призначено ректором Академії, однак у зв'язку із указом Синоду від 14 серпня 1817 року звільнений з посади і відправлений «на спочинок» до Києво-Печерської Лаври, де він і провів решту свого життя.